# PyTorch
PyTorch是一个开源的Python机器学习库，基于Torch库，底层由C++实现，应用于人工智能领域，如计算机视觉和自然语言处理。它最初由Meta Platforms的人工智能研究团队开发，現在屬於Linux基金会的一部分。它是在修改後的BSD許可證下發布的自由及开放源代码软件。 儘管Python接口更加完善並且是開發的主要重點，但 PyTorch 也有C++接口。
許多深度學習軟體都是基於 PyTorch 構建的，包括特斯拉自动驾驶、Uber的Pyro、Hugging Face的Transformers、 PyTorch Lightning、和Catalyst。

## 概述
PyTorch主要有两大特征：
- 类似于NumPy的张量计算，能在 GPU 或 MPS 等硬件加速器上加速；
- 基于带自动微分系统[18][19]的深度神经网络[20]。

PyTorch包括torch.autograd、torch.nn、torch.optim等子模块。
PyTorch包含多种损失函数，包括 MSE（均方误差 = L2 范数）、交叉熵损失和负熵似然损失（对分类器有用）等。

## PyTorch張量
PyTorch定義了一個名為張量(torch.Tensor) 的類別來儲存和操作同構多維矩形數字陣列。 PyTorch張量與NumPy陣列類似，但也可以在支援 CUDA 的 英伟达 GPU 上運作。 PyTorch 也一直在開發對其他 GPU 平台的支持，例如 AMD 的 ROCm 和 Apple 的Metal Framework。
张量是 PyTorch 中的核心数据抽象，PyTorch 支援各種張量子類型。通常地，一维张量称为向量（vector），二维张量称为矩阵（matrix）。
张量的数据类型包括：
- torch.bool
- torch.int8
- torch.uint8
- torch.int16
- torch.int32
- torch.int64
- torch.half
- torch.float
- torch.double
- torch.bfloat

## PyTorch神經網絡
神经网络由对数据执行操作的层/模块组成。 torch.nn 命名空间提供了使用者需要的所有构建块来构建自己的神经网络。PyTorch 中的每个模块都对应nn.模块。 神经网络本身是由其他模块（层）组成的模块。这种嵌套结构允许使用者轻松构建并管理复杂的架构。神经网络中的许多层都是参数化的，即具有相关的权重以及在训练期间优化的偏差。自动子类化跟踪模型对象中定义的所有字段，并生成所有参数可使用模型或方法访问。
```
import torch                     # for all things PyTorch

import torch.nn as nn            # for torch.nn.Module, the parent object for PyTorch models

import torch.nn.functional as F  # for the activation function

```

激活函数torch.nn.Module具有封装所有主要内容的对象激活功能，包括 ReLU 及其许多变体、Tanh、 Hardtanh、sigmoid 等。

## PyTorch模型常见图层类型

### 线性层
最基本的神经网络层类型是线性或完全连接层。在这个层中，每个输入都会影响每个图层的输出到由图层权重指定的程度。如果 模型有 m 个输入和 n 个输出，权重将是一个 m x n 矩阵。

### 卷积层
卷积层旨在处理高度空间相关性。它们在计算机视觉中非常常用， 它们检测组成的特征的紧密分组更高级别的功能。它们也会在其他上下文中弹出。例如， 在 NLP 应用程序中，单词的直接上下文（即序列中附近的其他单词）可以影响语句。

### 循环层
递归神经网络（RNN）是用于顺序数据（从科学仪器到时间序列测量）的自然语言句子。

## 例子
下面的程序用简单的例子展示这个程序库的低层功能。
```
>>> 
import
 
torch

>>> 
dtype
 
=
 
torch
.
float

>>> 
device
 
=
 
torch
.
device
(
"cpu"
)
 
# 本次在CPU上执行所有的计算

>>> 
# device = torch.device("cuda:0") # 本次在GPU上执行所有的计算

>>> 

>>> 
# 建立一个张量并用随机数填充这个张量

>>> 
a
 
=
 
torch
.
randn
(
2
,
 
3
,
 
device
=
device
,
 
dtype
=
dtype
)

>>> 
print
(
a
)
 
# 输出张量a

tensor([[-0.1460, -0.3490,  0.3705],

        [-1.1141,  0.7661,  1.0823]])

>>> 

>>> 
# 建立一个张量并用随机数填充这个张量

>>> 
b
 
=
 
torch
.
randn
(
2
,
 
3
,
 
device
=
device
,
 
dtype
=
dtype
)

>>> 
print
(
b
)
 
# 输出张量B

tensor([[ 0.6901, -0.9663,  0.3634],

        [-0.6538, -0.3728, -1.1323]])

>>> 

>>> 
print
(
a
*
b
)
 
# 输出两个张量的乘积

tensor([[-0.1007,  0.3372,  0.1346],

        [ 0.7284, -0.2856, -1.2256]])

>>> 
print
(
a
.
sum
())
 
# 输出在张量a中所有元素的总和

tensor(0.6097)

>>> 

>>> 
print
(
a
[
1
,
2
])
 
# 输出第2行第3列（0起始）的元素

tensor(1.0823)

>>> 

>>> 
print
(
a
.
max
())
 
# 输出在张量a中的极大值

tensor(1.0823)

```

下列代码块展示了nn模块提供的高层功能的例子。例子中定义了具有线性层的神经网络。
```
import
 
torch

from
 
torch
 
import
 
nn
 
# 从PyTorch中导入nn子模块 

class
 
NeuralNetwork
(
nn
.
Module
):
 
# 神经网络被定义为类

    
def
 
__init__
(
self
):
 
# 在__init__方法中定义诸层和变量

        
super
(
NeuralNetwork
,
 
self
)
.
__init__
()
 
# 必须出现在所有网络中

        
self
.
flatten
 
=
 
nn
.
Flatten
()
 
# 定义一个压平层

        
self
.
linear_relu_stack
 
=
 
nn
.
Sequential
(
 
# 定义诸层的一个堆栈

            
nn
.
Linear
(
28
*
28
,
 
512
),
 
# 线性层有一个输入和输出形状

            
nn
.
ReLU
(),
 
# ReLU是nn提供的诸多激活函数之一

            
nn
.
Linear
(
512
,
 
512
),

            
nn
.
ReLU
(),

            
nn
.
Linear
(
512
,
 
10
),
 
        
)

    
def
 
forward
(
self
,
 
x
):
 
# 这个函数定义前向传递。

        
x
 
=
 
self
.
flatten
(
x
)

        
logits
 
=
 
self
.
linear_relu_stack
(
x
)

        
return
 
logits

```